# Emilio Iturriaga Latimer
Emilio Iturriaga Latimer (San Juan, Puerto Rico, 29 de junio de 1876 – Granada, 2 de mayo de 1948) fue un militar de Infantería español que alcanzó el grado de teniente coronel y fue alcalde de Granada del 4 de mayo de 1938 al 3 de junio del mismo año, tras el traslado de Miguel del Campo Robles y antes del nombramiento de Antonio Gallego Burín.
Nacido en una familia de tradición militar, era hijo de Rafael Iturriaga Clancy, militar español que alcanzó el grado de coronel, y nieto del también coronel Manuel de Iturriaga y Muros. Por parte de madre, era biznieto de José Ramón Fernández y Martínez, I marqués de La Esperanza, el mayor empresario azucarero de Puerto Rico y uno de los hombres más poderosos del Caribe finicolonial, y descendiente de George C. Latimer, cónsul de Estados Unidos en San Juan e importante hombre de negocios que había fundado con José Ramón, el bisabuelo, la empresa Latimer&Fernández Co., distribuidora de azúcar y otros productos relacionados. Quedó huérfano de madre al mes de nacer.
En 1893, igresó en la Academia de Infantería, de la que salió con el grado de segundo teniente en 1896, siendo destinado al Regimiento Alfonso XIII núm. 24, de reciente creación y de guarnición en Puerto Rico, que estaba bajo el mando de su padre. Al ascender a primer teniente en 1898 fue destinado a Filipinas, de donde regresó a la península poco después con destino en el Regimiento de Infantería Córdoba 10 de guarnición en Granada. Desarrolló el resto de su carrera militar en este regimiento, con breves destinos en otras unidades con motivo de los diferentes ascensos. Ascendió a capitán en 1903, a comandante en 1915 y a teniente coronel en diciembre de 1923, grado con el que se retiró del servicio.
El 20 de julio de 1936, bajo el liderazgo de su compañero de milicia y grado Miguel del Campo Robles, formó parte del grupo de militares que tomaron el Ayuntamiento de Granada y que detuvieron al alcalde y concejales presentes, proclamando a continuación un nuevo consistorio en el que se integró como concejal. Tras la destitución de Miguel del Campo, se hizo cargo de la alcaldía hasta la toma de posesión de Antonio Gallego Burín que tuvo lugar un mes más tarde en 1938.
Tuvo relación con el movimiento escultista a través de la asociación Exploradores de España, colaborando en la reorganización del movimiento, decaído tras la marcha de Luis López-Doriga a Méjico, junto a otras personalidades de renombre como los médicos Alejandro Otero o Fermín Garrido.
Perteneció a Falange, partido en el que fue jefe provincial de Milicias.
El 3 de noviembre de 1900 contrajo matrimonio en Granada con Concepción Manzano de los Reyes y tuvo cuatro hijos. 
Estando retirado y viudo, falleció en su casa de Granada el 2 de mayo de 1948 a consecuencia de una hemorragia cerebral. Sus restos fueron inhumados en cementerio de San José de la capital.